# Baldram
Baldram – wieś w Polsce położona w województwie pomorskim, w powiecie kwidzyńskim, w gminie Kwidzyn przy drodze krajowej nr 55.
W latach 1975–1998 miejscowość administracyjnie należała do województwa elbląskiego. Wieś Baldram to wieś leżąca w gminie Kwidzyn. Należy do województwa pomorskiego, powiatu kwidzyńskiego. Według Narodowego Spisu Powszechnego Ludności i Mieszkań z 2011 roku liczba ludności we wsi Baldram to 384 z czego 49,7% mieszkańców stanowią kobiety, a 50,3% ludności to mężczyźni. Miejscowość zamieszkuje 3,5% mieszkańców gminy. Identyfikator miejscowości Baldram w systemie SIMC to 0151035, a współrzędne GPS wsi Baldram to (18.943889, 53.760278).

## Historia
W okolicy wsi znaleziono bardzo dużo archeologicznych śladów dawnego osadnictwa. Kultura materialna istniejącego tam grodu (zniszczonego w X wieku) i przyległej osady wczesnośredniowiecznej miały charakter słowiański. Pojawiająca się w źródłach pisanych dla późniejszego Baldramu nazwa łacińska Hospital sugerowała, jakoby Krzyżacy mieli tu, po 1233 roku założyć szpital. Jednakże nie natrafiono na jego ślady. Nie ulega za to wątpliwości, że na obszarze Baldramu rozciągały się folwarki, które należały do dóbr krzyżackiego szpitala w Kwidzynie.
W połowie XIII wieku owymi „dobrami szpitala” zainteresowali się biskupi pomezańscy. Ostatecznie przeszły one w ręce Kapituły Pomezańskiej w 1286 roku. W 1333 roku kapituła w granicach swoich dóbr pod Kwidzynem lokowała na 32 łanach wieś, którą zwała Marienthal (Dolina Marii). Wsi przyznano zaledwie dwa lata wolnizny. Z każdego łana kmiecego płacono roczny czynsz: piętnaście skojców i jednego koguta. Sołtys natomiast otrzymał w dziedziczne użytkowanie trzy łany wolne od czynszu oraz czerpał połowę dochodów z tak zwanego sądownictwa mniejszego i z prowadzonej przez siebie karczmy (połowę dochodów obowiązany był uiszczać kapitule).
Wiadomo, że Marienthal to wcześniejszy Szpital i późniejszy Baldrap (Baldram). Nazwa Baldrap pojawiająca się u schyłku XIV wieku nie jest łatwa do wyjaśnienia. Pochodzi albo od przepływającego tam strumienia, co wskazywałoby na nazwę pruską z drugim członem -ape (rzeka), lub też jest nazwą niemiecką.
Zarówno wojny prowadzono w wieku XV, jak i w następnych stuleciach (między innymi wojna polsko-krzyżacka w latach 1519–1521, polsko-szwedzka w latach 1626–1929 czy wojna siedmioletnia w latach 1756–1763) nie oszczędziły Baldramu. W roku 1537 biskup Paulus Speratus, właściciel Baldramu po rozwiązaniu kapituły, potwierdził przywilej lokacyjny wsi. Chłopi odrabiali pańszczyznę z 32 łanów na folwarku książęcym w Marezie. W Baldramie, przy ważnym szlaku wiodącym z Kwidzyna do Sztumu, była wolna (użytkowana przez wolnego człowieka) karczma. Po wojnie siedmioletniej, aby ściągnąć osadników, chłopów oczynszowano, a w 1788 roku nadano im ziemię w dziedziczne użytkowanie. Koloniści przybyli tu z Niemiec.
Wieś ucierpiała także w czasie postoju wojsk francuskich (w latach 1806–1807). Po roku 1816 chłopów uwłaszczono. Obszar wsi wynosił około 590 ha. W 1885 roku żyło tu 342 mieszkańców.
W połowie XIX wieku powstał w Baldramie cmentarz.
W roku 1905 Baldram zamieszkiwało 288, a w 1910r. – 298 mieszkańców. Znanym działaczem polskim w okresie międzywojennym był tutaj rolnik Tadeusz König, współzałożyciel i długoletni członek rady nadzorczej Banku Ludowego w Kwidzynie. W roku 1938 Niemcy zmienili nazwę wsi na Mergental. W 1939 roku żyło tu 247 osób. Wieś liczyła 60 gospodarstw.
Bezpośrednio po II wojnie światowej wieś nosiła nazwę Bedrony. Powrót do nazwy Baldram nastąpił w latach pięćdziesiątych.
Zmiana dotychczasowej nazwy Mergental na Baldram ustalona została Rozporządzeniem Ministrów Administracji Publicznej i Ziem Odzyskanych z dnia 1 czerwca 1948r. (Monitor Polski nr 059, poz. 363).
Od 1946 roku wielu mieszkańców wsi znajdowało zatrudnienie w stale rozwijającym się PGR. W latach 1960–1964 w gospodarstwie powstały: baza produkcyjna oraz osiedle mieszkaniowe.
W 1970 roku Baldram łącznie z PGR oraz przysiółkiem Polanka zamieszkiwało 349 osób.